# Jedlinka (Bardejov)
Jedlinka (ukrainisch Ялинка) ist eine kleine Gemeinde im Okres (Kreis) Bardejov im Nordosten der Slowakei, die für ihre Holzkirche des griechisch-katholischen Ritus aus dem 18. Jahrhundert bekannt ist.

## Lage

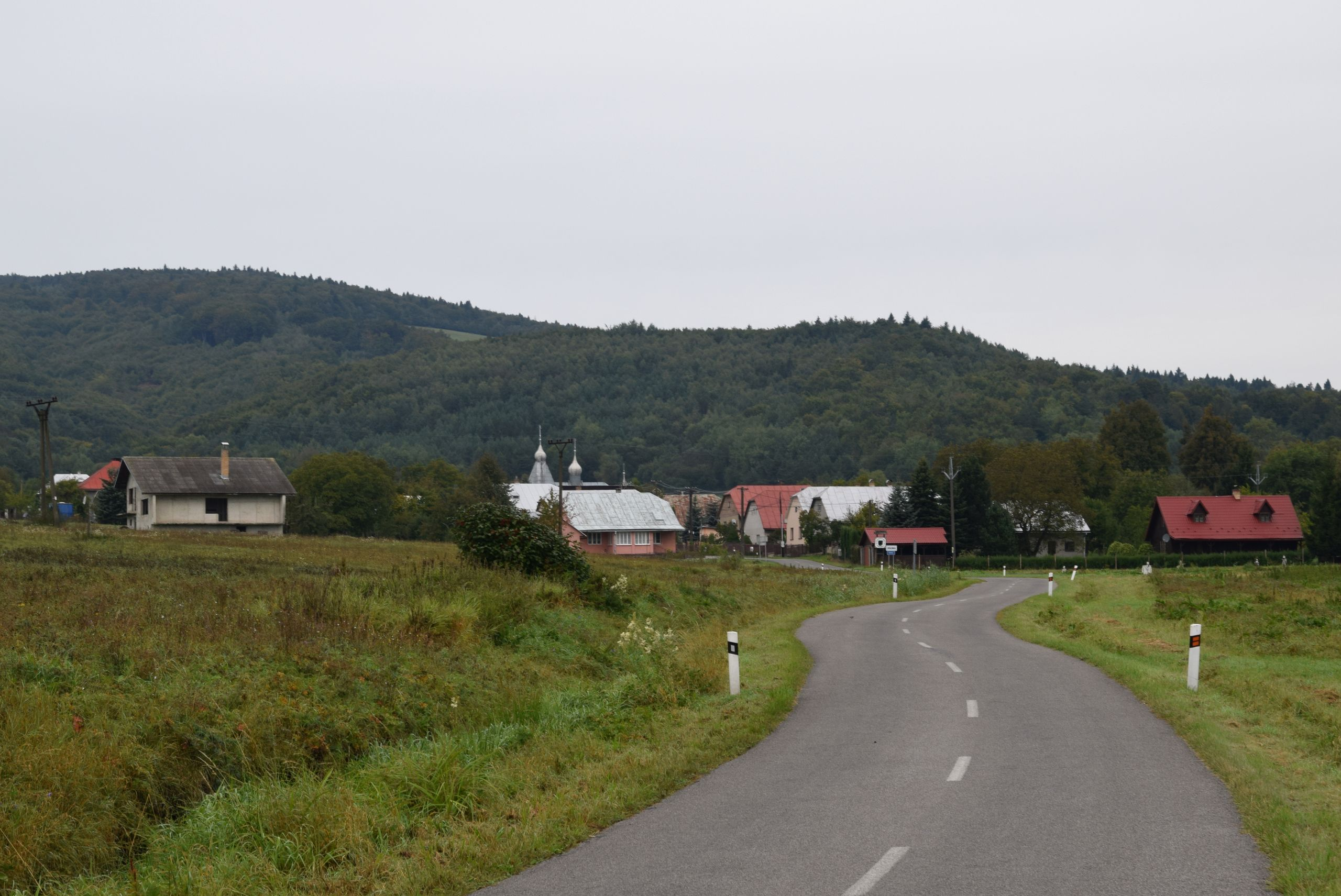
Jedlinka von Süden. Die erkennbaren Zwiebeltürme gehören zur modernen Kirche.

Jedlinka liegt in der Landschaft Šariš, 21 Kilometer nordöstlich von Bardejov auf halber Strecke nach Svidník etwa 500 Meter nördlich der Landstraße 77. 
Die bewaldeten Hügel, die nördlich des Ortes ansteigen, gehören zu den Ausläufern der Niederen Beskiden. Der Ort liegt auf 406 Metern Höhe, der höchste, nächstgelegene Hügel Smilniansky vrch erreicht 749 Meter. 
Die von der durch die Ebene führenden Landstraße abzweigende Zufahrt endet im Dorf. Die beiden jeweils zwei Kilometer entfernten Nachbarorte an der Landstraße sind Smilno im Südwesten und Nižná Polianka im Nordosten. Etwa vier Kilometer nördlich verläuft die Grenze zu Polen. 

## Ortsbild
Außer einer Bushaltestelle an der Abzweigung von der Landstraße hat Jedlinka keine Infrastruktur. Für 1997 wurden 119 Einwohner angegeben, 2017 betrug die Einwohnerzahl 89. Das Dorf wird in den Quellen erstmals 1567 erwähnt. Entlang der einzigen Straße reihen sich ein- bis zweigeschossige Einfamilienhäuser mit Satteldach oder Krüppelwalmdach, die in der zweiten Hälfte des 20. Jahrhunderts errichtet oder umgebaut wurden. In der Ortsmitte wurde 1993 eine gemauerte orthodoxe Kirche fertiggestellt, deren mit Zinkblech gedecktes Dach von drei Zwiebeltürmen überragt wird. Sie dient den mehrheitlich orthodoxen Einwohnern als Gotteshaus. Als sie gebaut wurde, lebten nur zwei katholische Familien im Ort, welche die Holzkirche für ihren Sonntagsgottesdienst beanspruchten.

## Bevölkerung
| Jahr                | 1994 | 2004     | 2014     | 2024    |
| ------------------- | ---- | -------- | -------- | ------- |
| Anzahl der Personen | 107  | 80       | 89       | 85      |
| Unterschied         |      | −25,23 % | +11,25 % | −4,49 % |

| Jahr                | 2023 | 2024    |
| ------------------- | ---- | ------- |
| Anzahl der Personen | 83   | 85      |
| Unterschied         |      | +2,40 % |

## Holzkirche

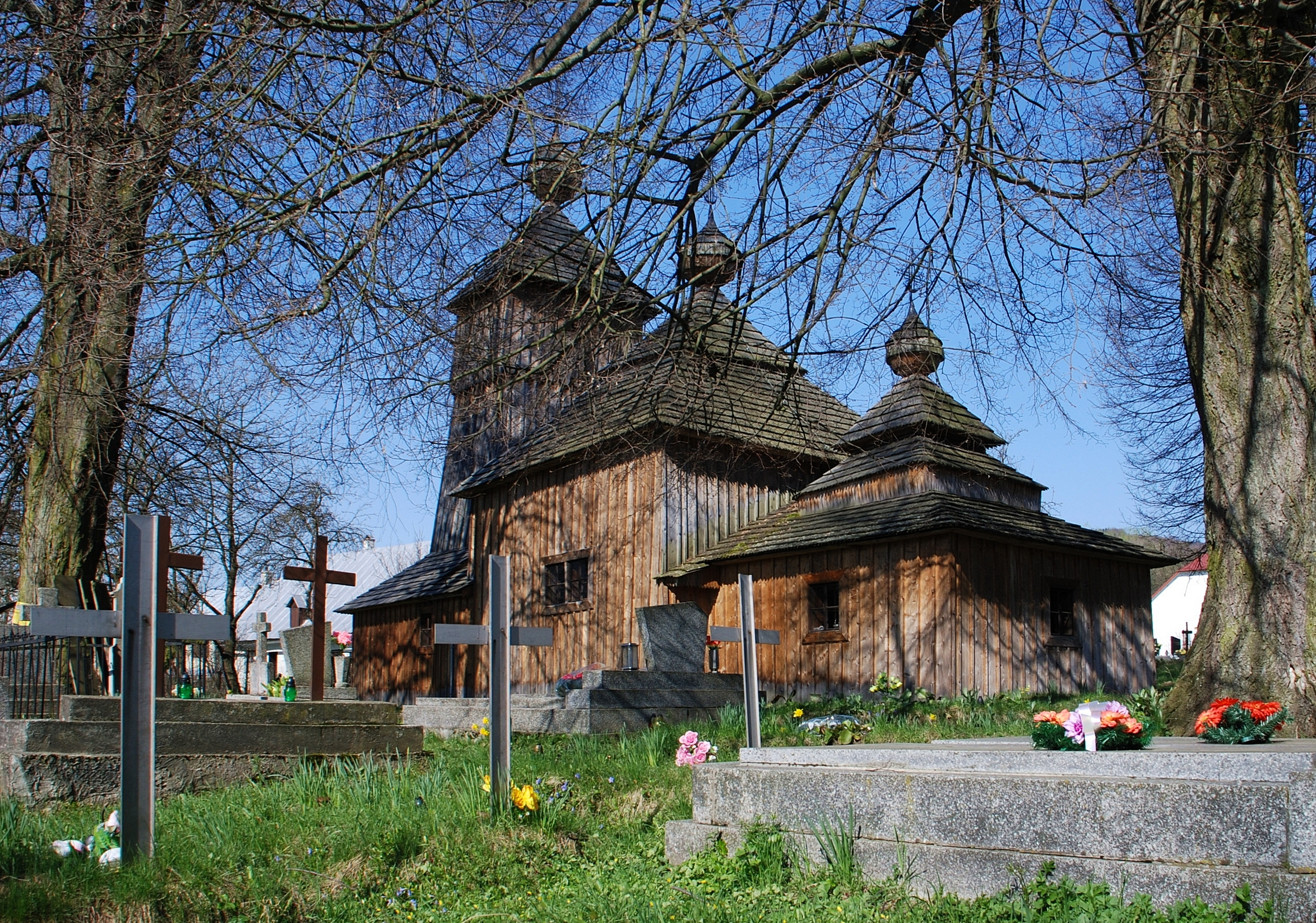
Holzkirche von Südosten.

Die historische, griechisch-katholische Holzkirche am oberen Ortsende steht innerhalb des umzäunten Friedhofs. Sie ist der Gottesmutter Maria die Hüterin geweiht und heißt auf Slowakisch Gréckokatolícky drevený chrám Ochrany Presvätej Bohorodičky. Das Kirchengebäude wurde 1763 errichtet, die Ikonostase stammt vom Ende des 18. Jahrhunderts.
Die erhaltenen griechisch-katholischen Holzkirchen im Nordosten der Slowakei sind in den Kreisen Svídnik, Bardejov, Snina, Sobrance und Stropkov konzentriert. In ihrer überwiegenden Mehrheit (27) stammen sie aus dem 18. Jahrhundert, zwei aus dem 19. Jahrhundert, eine stammt vom Ende des 15. oder Anfang des 16. Jahrhunderts und eine aus dem 17. Jahrhundert.
Die Kirche von Jedlinka folgt dem üblichen Plan der längsgerichteten Dreiteilung in einen quadratischen Vorraum unter einem hoch aufragenden Turm im Westen, einen etwas größeren Hauptraum mit Walmdach und – durch die Ikonostase getrennt – ein kleineres Presbyterium im Osten, über dessen Dach sich ein weiterer, niedrigerer Turm erhebt. Die Dreiteilung soll die Dreifaltigkeit symbolisieren. Zugleich verkörpert der westliche Vorraum (babinec) die Erde. Hier halten sich die Frauen während des Gottesdienstes auf. Der für die Männer vorgesehene, zentrale Kirchenraum verkörpert den Himmel, über dem noch der Raum des Priesters als das „höchste Prinzip“ steht. Nach der Bauform mit drei separaten, von einer aufgesetzten Zwiebel bekrönten Dächern entspricht die Kirche von Jedlinka dem aufwändigen lemkischen Architekturstil. Typisch ist, dass die drei Dachspitzen eine zum Altarraum abfallende gerade Linie ergeben. Die Dächer sind mit Holzschindeln gedeckt, die als Blockbau ausgeführten Wände sind außen mit einer senkrechten Leistenschalung verkleidet. Die Blockbauwand endet nicht auf der Höhe der Dachtraufe, sondern führt an allen Seiten in einem Gewölbebogen nach innen. Lediglich der mittlere Bereich der Decke besteht aus horizontal verlegten Brettern, sodass die Konstruktion eines Spiegelgewölbes entstanden ist. Weitere Holzkirchen mit einem solchen Spiegelgewölbe sind die Lukaskirche von 1739 in Tročany, ebenfalls im Okres Bardejov, und die um 1800 errichtete Kirche St. Prokop und Barbara im Osten Tschechiens. Bei der 1708 errichteten Holzkirche von Lukov besitzt lediglich der Hauptraum ein doppelt abgestuftes Spiegelgewölbe. Der Eingang befindet sich an der Westseite. Die Nordseite ist vollständig fensterlos, je ein Fenster sorgt an der Ostseite und an den drei Bauteilen von der Südseite für etwas Licht. Die dreieckigen Öffnungen in jeder Seite des Eingangsturms dienen als Schalllöcher für die drei Glocken.

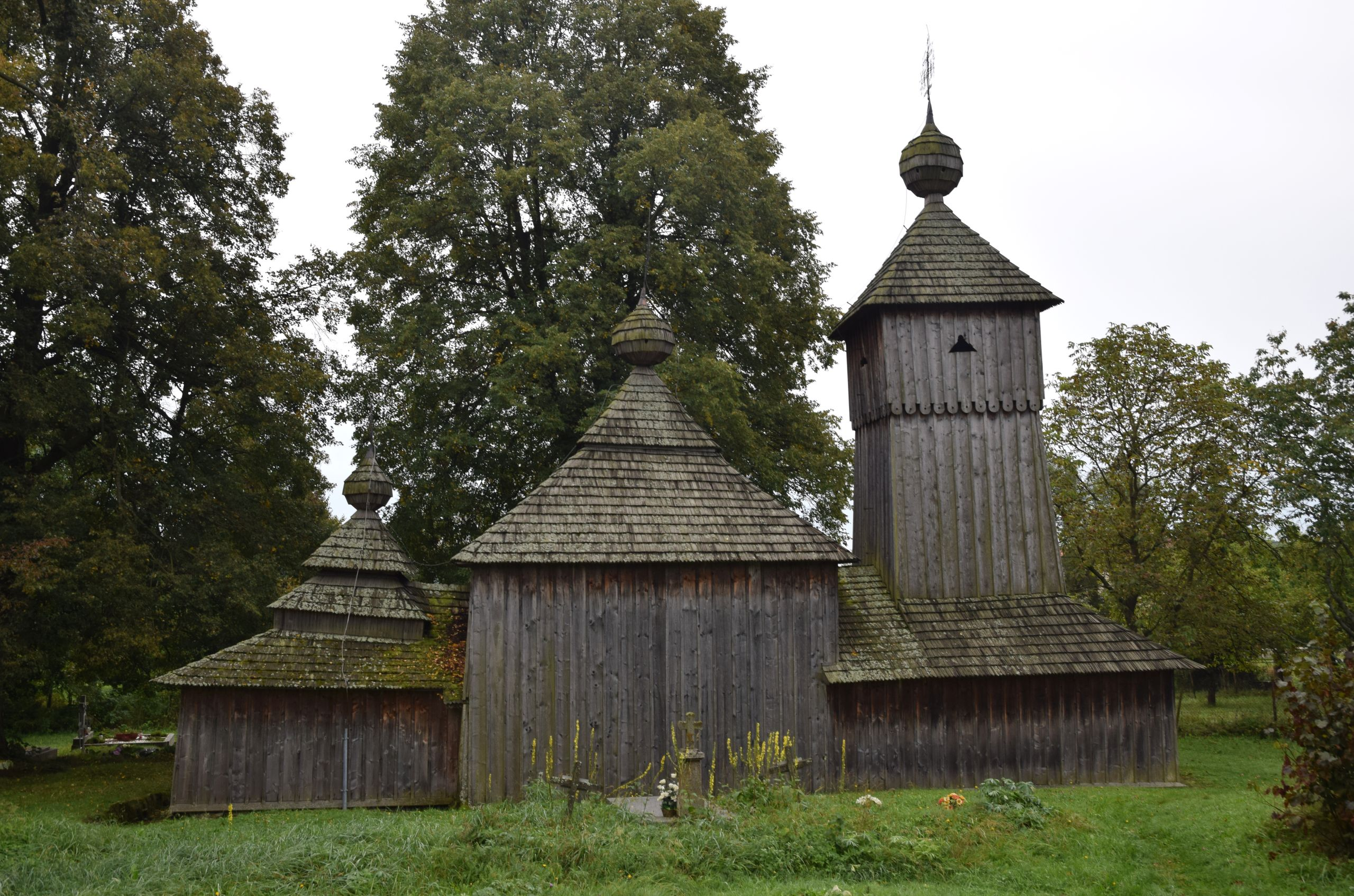
Ansicht von Norden. Die Turmspitzen bilden vom Eingangsbereich bis zum Altarraum eine abfallende Gerade.

Neben der Architektur haben auch die schmiedeeisernen ornamentalen Formen an den Türen, die Eisenkreuze und andere Details vielfältige symbolische Bedeutungen. Die besonders kostbare Ikonostase ist in vier Bildebenen gegliedert. Die „Königstür“ in der Mitte, durch die nur der Priester gehen darf, besteht aus einem goldfarbenen Rankenwerk, das Medaillons mit den Abbildungen der vier Evangelisten umgibt. Zwischen der Königstür und den beiden seitlichen Türen, die Laien benutzen dürfen, ist links Maria als Gottesgebärerin und rechts Jesus Christus als Lehrer mit der Bibel in der linken Hand dargestellt. Auf der linken Seite der Ikonostase ist der Heilige Nikolaus und ganz rechts ist Maria als Schutzheilige, der die Kirche geweiht ist, zu sehen. Die zweite Reihe enthält über der mittleren Tür das Letzte Abendmahl und zu beiden Seiten Bilder der liturgischen Feiertage. Das übliche Bildprogramm der dritten Reihe besteht aus den zwölf Aposteln und in größerem Format Christus als Hohepriester in der Mitte. In der vierten Reihe folgen einzelne Bilder der Propheten. Den oberen Abschluss bildet in der Mitte ein Rankenwerk mit der Kreuzigungsszene, die von Maria und dem Evangelisten Johannes flankiert wird.
Zur Ausstattung gehören ferner ein Rokokoaltar und liturgische Bücher ab dem 17. Jahrhundert. In den Jahren 2000 und 2001 wurde die Kirche zuletzt renoviert. Sie ist normalerweise verschlossen, kann jedoch auf Anfrage besichtigt werden. Laut einer Statistik von 2012 kommen jährlich 500 bis 600 in- und ausländische Besucher zu dem denkmalgeschützten Objekt.